# 卡立依布拉欣
阿都卡立·依布拉欣（1946年12月14日—2022年7月31日），马来西亚第14任雪兰莪州务大臣（2008年－2014年）、前雪兰莪州议会巴生港口议员兼吉隆坡敦拉萨镇国会议员。他曾经是土著公司会员和人民公正党总秘书。
2022年7月31日晚上11时08分，阿都卡立依布拉欣因心脏瓣膜感染细菌在吉隆坡中央心脏血管医院（Cardiac Vascular Sentral Kuala Lumpur）病逝，享年75岁。

## 教育背景
卡立于1946年在雪兰莪州瓜拉雪兰莪县而揽（Jeram）出生。1956年他在而揽马来小学就读，之后在甘榜关丹英校就读。1975年卡立获得马来亚大学经济荣誉学士学位以及澳洲昆士兰大学商业管理系硕士学位。

## 成就
卡立毕业后担任大学讲师，银行出纳员，之后在1979年至1994年之间当上了国民投资机构公司总裁。1981年9月7日，在政府授意下，在馬來西亞國家銀行總裁依斯邁莫哈末阿里、英國羅斯柴爾德家族等內外勢力的指示下在倫敦股票交易所發動著名的“黎明突襲”（Dawn Raid）的行動，在3小時內將當時世上最大的種植園公司牙直利的控制權拿下，從而取回馬國本土約20萬英畝（800平方公里）種植地的控制權。1995年至2003年间担任牙直利集团大马有限公司总裁。

## 从政
卡立之后离开商业界，投身于政治，加入多元种族的在野政党人民公正党。前后担任了雪州公正党秘书及主席。
2007年依约州议席补选，他以1929多数票败给了来自国阵国大党的年轻教师K.巴蒂班。

## 雪州大臣
2008年3月8日全国大选中，卡立所角逐的国会议席及州议席双双中选。他击败了国阵马华公会前国内事务部副部长陈财和与他所竞选的敦拉萨镇国会议席，及之前他败选的依约区州议席的国阵巫统竞争者莫哈末萨由迪。他之后被推选为雪兰莪州务大臣，于3月13日宣誓就任。他是雪州第一个非国阵巫统的州务大臣。
2013年全国大选，卡立蝉联敦拉萨镇国会议席，并在巴生港口州议席成功当选，继续出任州务大臣。

## 下台风波
2014年加影补选后，公正党中央要求卡立将州务大臣一职交棒于全国党主席旺阿兹莎，此建议获得前民联盟党行动党认同，但另一盟党伊斯兰党则对是否支持卡立留任出现分歧，卡立以本人未失去州议会多数信任为由（即自身一席加上伊斯兰党15席及巫统12席刚好达到28席半数），拒绝辞职。
8月9日，公正党纪律委员会宣布将卡立开除党籍，做为反击，卡立于12日将州政府行政会议中的公正党及行动党行政议员共6人革职，仅留下4名伊斯兰党籍的行政议员，引发雪州宪政危机，民联也面临分裂。
14日，两名伊斯兰党州议员沙阿里顺吉及哈斯努公开表态不再支持卡立，卡立自此失去多数支持。9月22日，卡立正式卸任，将州务大臣交给民联三党及雪州王室都能接受的人选，也就公正党署理主席阿兹敏阿里。

## 荣誉
- 马来西亚 :
  -  联邦效忠领袖勋章（PSM）—丹斯里（1998）[12]
- 雪蘭莪 :
  -  雪兰莪王冠拿督勋章（DPMS）—拿督（1988)[13]
  -  雪兰莪王冠斯里勋章（SPMS）—拿督斯里（2009)[14]
- 彭亨 :
  -  苏丹阿末沙效忠拿督勋章（DSAP）—拿督（1990)[12]